# Most Marii Walerii
Most Marii Walerii (węg. Mária Valéria híd, słow. Most Márie Valérie, niem. Maria-Valeria-Brücke) – graniczny most drogowy na Dunaju, łączący miasta Štúrovo na Słowacji i Ostrzyhom na Węgrzech. Długość – 500 m. Most łączy słowackie drogi krajowe 63 i 76 z węgierskimi drogami krajowymi 10 i 11.
Nazwa mostu pochodzi od habsburskiej księżnej Marii Walerii. Most został otwarty w 1895. W 1919 został zburzony, po czym odbudowano go w 1927. Po raz drugi został zniszczony 26 grudnia 1944 przez wycofujące się wojska niemieckie wraz z innymi mostami na Dunaju. Po II wojnie światowej aż do lat 60. XX wieku nie podejmowano nawet prób odbudowy – powodem był wzajemny brak zaufania komunistycznych rządów Węgier i Czechosłowacji. Pierwsze porozumienia co do odbudowy mostu zawarto w 1964, ale most otwarto ponownie dopiero 11 października 2001. Połowę kosztów budowy (10 mln euro) pokrył fundusz PHARE. Po odbudowie mostu ruch przez przejście graniczne wzrósł kilkunastokrotnie. Do tego czasu funkcjonowała tu wahadłowa przeprawa promowa obsługiwana przez węgierskiego przewoźnika, zaś kontrola graniczna znajdowała się po stronie słowackiej. 21 grudnia 2007 roku po przystąpieniu Słowacji i Węgier do strefy Schengen zniesiono kontrole graniczne.

## Przypisy

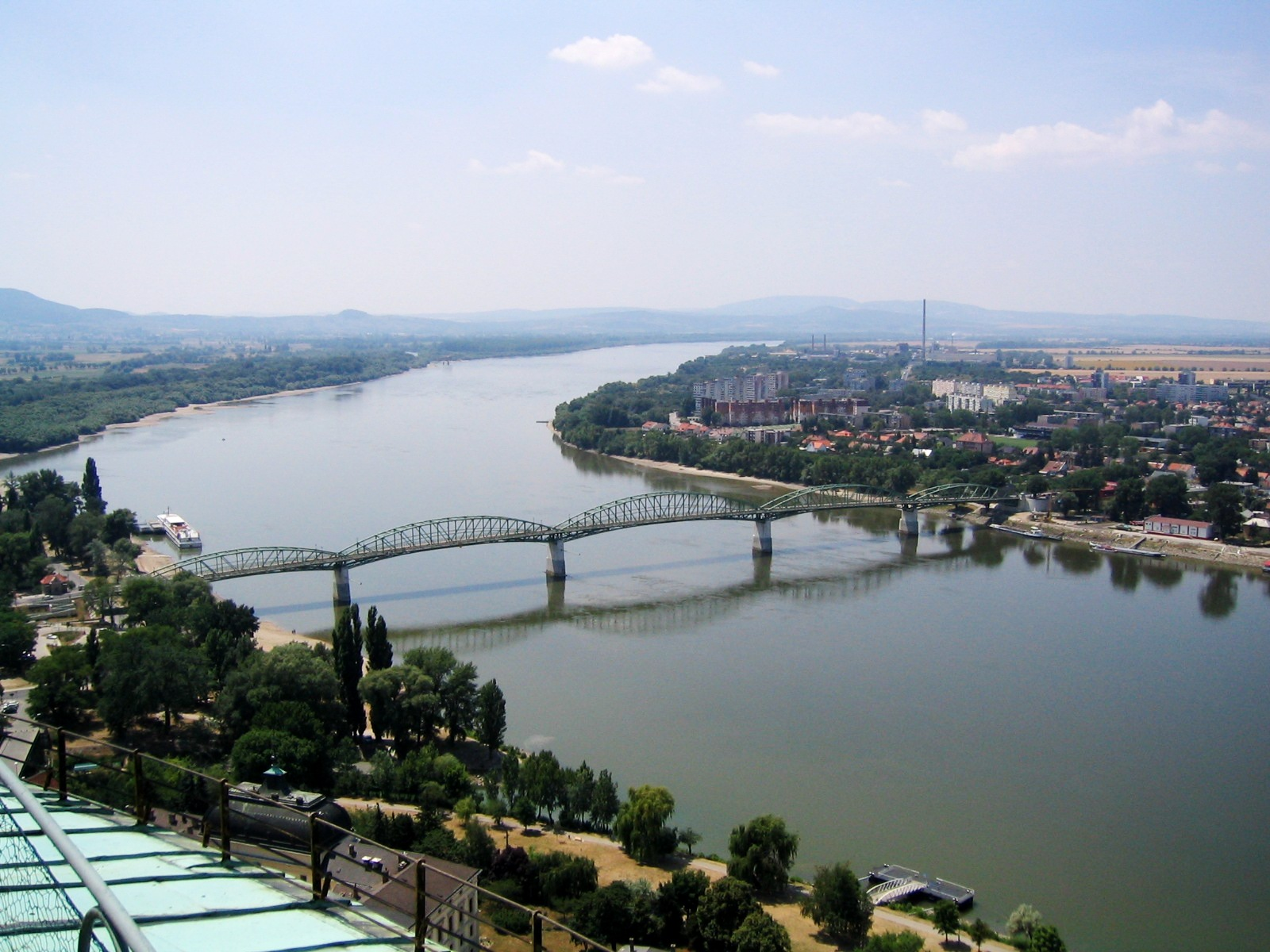
Widok na Štúrovo i most Marii Valerii od strony Ostrzyhomia

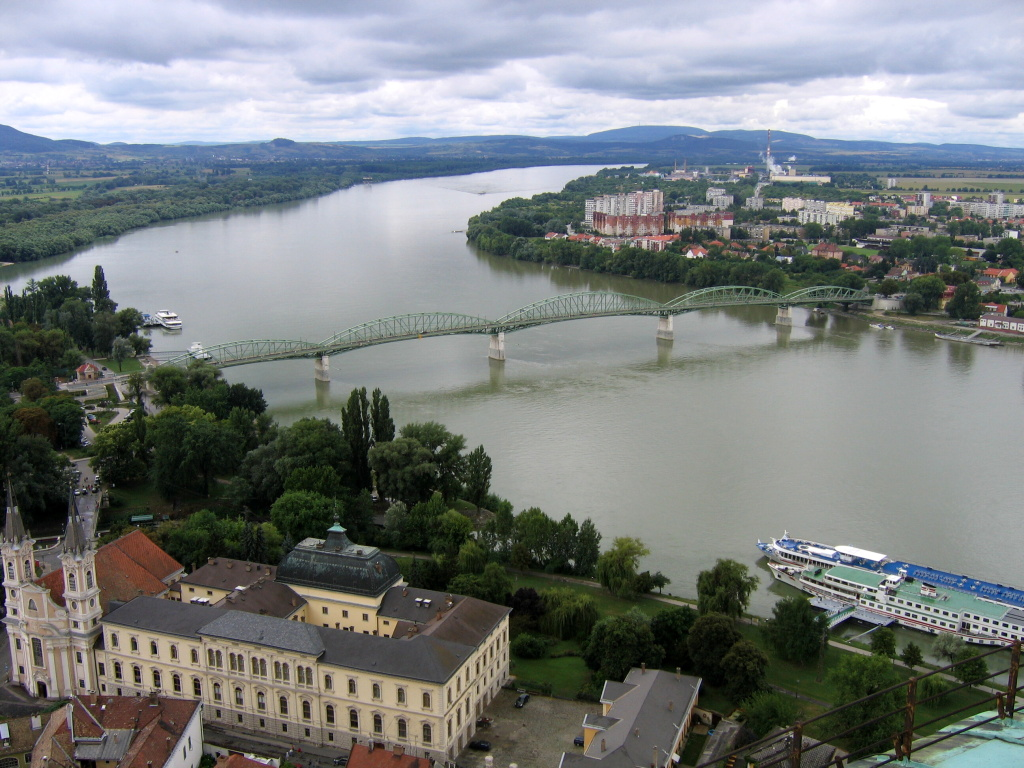
Most Marii Walerii z bazyliki ostrzyhomskiej

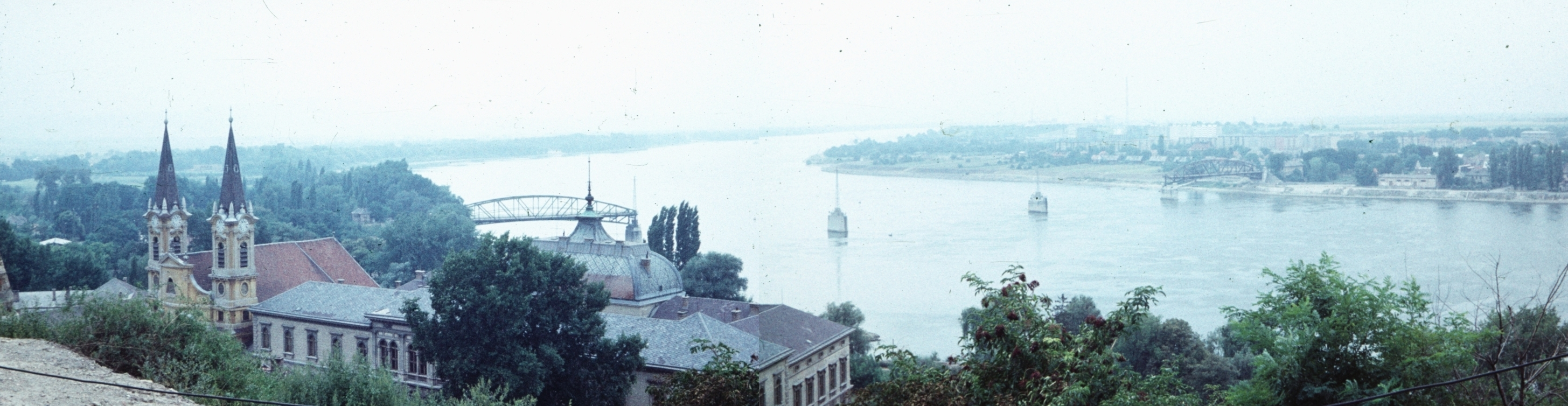
Zniszczony most w 1969